# Yun San
Me Yun San (birmanês:  မယ်ယွန်းစံ; Siboktara, 1713 – 31 de julho de 1771) foi a rainha chefe do rei Alaungpaya da Birmânia (Mianmar), e mãe de três reis da Dinastia Konbaung: Naungdawgyi, Hsinbyushin e Bodawpaya. É conhecida por manter a paz entre seus dois filhos mais velhos Naungdawgyi e Hsinbyushin depois da morte de Alaungpaya em 1760, permitindo que Naungdawgyi sucedesse Alaungpaya como rei. Morreu em 1771 durante o reinado de Hsinbyushin.